# Наджаса
- моча
- кал
- сперма
- рвота
- послеродовые выделения
- менструации
- женские выделения
- кровь
- мертвечина
- свинина
- алкоголь
- слюна собаки

- моча и помёт домашнего скота
- испражнения хищных птиц

Наджа́са (араб. نجاسة‎ — «нечистота», «скверна», «осквернение») — в исламском праве нечистые вещества, к которым запрещено прикасаться без необходимости.

## Виды нечистот
В исламском праве (фикх) нечистоты делятся на тяжёлые и лёгкие. К тяжёлым нечистотам относятся такие естественные человеческие испражнения, как моча; кал; сперма; предэякулят (мазий); рвота; послеродовые выделения (нифас); менструации и другие виды женских выделений (истихада); кровь и т. д. К тяжёлым нечистотам относятся также мертвечина, свинина, алкогольные напитки, кал, моча и кровь животных. К лёгким нечистотам относятся моча и помёт домашнего скота, испражнения хищных птиц и т. д.
Нечистоты также бывают твёрдые (мертвечина и т. д.) и текучие (кровь и т. д.). Они также могут быть видимыми (кал и т. д.) и невидимыми (моча и т. д.).

## Ограничения
Каждый мусульманин обязан оберегать своё тело и одежду от попадания на них нечистот. Если на одежду молящегося или на место молитвы попала тяжёлая нечистота, то намаз считается недействительным. Исключением является незначительное количество нечистот: для текучих нечистот радиусом меньше ладони, а для твёрдых — менее 3 г. В том случае, если более 1/4 части тела или одежды осквернено лёгкими нечистотами, то намаз является недействительным.

## Комментарии
1. ↑  В шафиитской и ханбалитской правовых школах сперма считается чистой
2. ↑  Кал, моча и кровь птиц не относится к тяжёлым нечистотам.